# 埃莱奥诺拉·杜塞
埃莱奥诺拉·朱莉娅·阿玛莉亚·杜塞（Eleonora Giulia Amalia Duse；1858年10月3日——1924年4月21日）, 是一位意大利演员，简称杜塞（Duse）。她被认为是有史以来演技最出色的女演员之一，她以演技出神入化而闻名。不过也因为其混乱的私生活而饱受争议。1947年，后人为她拍摄了一部名为《埃莱奥诺拉·杜塞》（原文名称：Eleonora Duse）的传记电影。

## 生平

### 中年以前
埃莱奥诺拉·杜塞出生于撒丁王国（今属意大利）维杰瓦诺，并在该地度过了她的童年时光。4周岁时，她随同是演员的父亲进入意大利基奥贾的一家剧团做了演员。早年的埃莱奥诺拉·杜塞家境贫寒，因而早早的随家人在剧团中工作，居住城市及工作单位也反复更换。她因在意大利出演歌剧《茶花女》时的所表现出的出色演技而一举成名，被人们称为“意大利的莎拉·伯恩哈特”。 她在欧洲一举成名后不久，便于1893年开始在南美洲、俄罗斯和美国开始了她的巡回演出，并获得较高的评价。虽然在当时她的事业像一匹“黑马”般如日中天，但今天她于加布里埃尔·邓南遮和亨里克·易卜生的关系却被更多人所熟知。阅读是埃莱奥诺拉·杜塞一生的爱好。

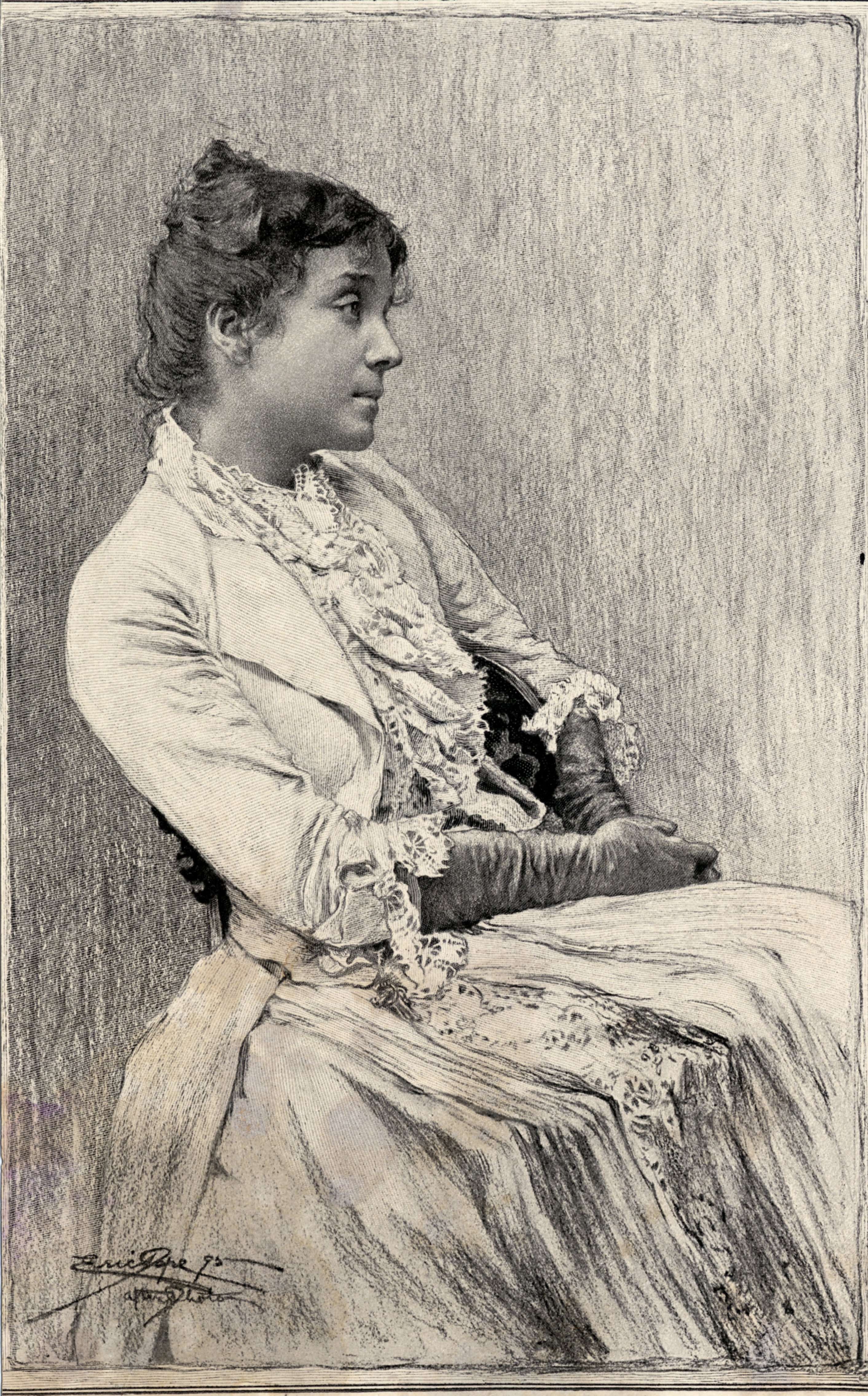
埃莱奥诺拉·杜塞（Eleonora Duse）进入演艺界之初的照片

1879年，埃莱奥诺拉·杜塞在意大利那不勒斯结识了记者马提诺·卡菲罗（Martino Cafiero），并迅速与他确立恋爱关系。次年，埃莱奥诺拉·杜塞在怀上了马提诺·卡菲罗（Martino Cafiero）的孩子后，这个狠心的男人便弃埃莱奥诺拉·杜塞而去。孩子不久后去世，之后不久马提诺·卡菲罗（Martino Cafiero）也死了。不久后，埃莱奥诺拉·杜塞加入了塞萨尔·罗西（Cesare Rossi）旗下的演艺公司，并结识了演员泰伯多·切奇（Tebaldo Checchi，艺名：Tebaldo Marchetti）。埃莱奥诺拉·杜塞和泰伯多·切奇在1881年结婚。1885年，这对夫妇生下了女儿恩丽克塔（Enrichetta）。不过在埃莱奥诺拉·杜塞与另一位演员弗拉维奥·安多（Flavio Andò）出轨后便离了婚。   

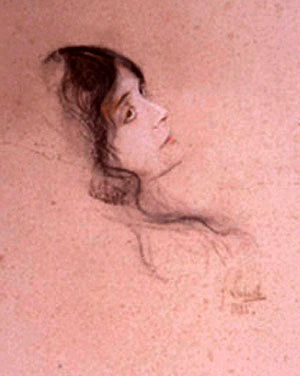
由 Franz von Lenbach绘制的埃莱奥诺拉·杜塞画像

这时，她的事业正如火如荼地进行，她的声望也开始攀升。她在这时开始了他的南美之行，旅行一年回来后，她成立了自己的公司，她既是经理又是董事。
1887年至1894年期间，她与意大利诗人阿里格·博伊托有过一段风流韵事。他们的关系是以高度秘密的方式进行的，大概是因为博伊托的许多贵族朋友和熟人。（尽管如此，他们多年来的大量通信活动依然存在）。在后来的几年里，两人一直和睦相处，直到1918年阿里格·博伊托去世。
1895年，埃莱奥诺拉·杜塞因专业交流而结识了比她年轻5岁的加布里埃尔·邓南遮（1863–1938），并坠入爱河。加布里埃尔·邓南遮为她写了4部剧本。与跟阿里格·博伊托的风流韵事相反，与加布里埃尔·邓南遮的关系被普遍认为是正面的。加布里埃尔·邓南遮决定让莎拉·伯恩哈特取代埃莱奥诺拉·杜塞在《La Città morta》中的主演时， 埃莱奥诺拉·杜塞与他产生了激烈冲突，并导致了埃莱奥诺拉·杜塞与他分手。
与莎拉·伯恩哈特的外向性格形成鲜明对比的是，埃莱奥诺拉·杜塞性格内向，很少接受采访。埃莱奥诺拉·杜塞认为接受采访是在浪费时间，有一次她对一名记者说：“我不存在”。莎拉·伯恩哈特和埃莱奥诺拉·杜塞多年来一直是竞争对手。社会上经常有人将莎拉·伯恩哈特和埃莱奥诺拉·杜塞的演技互相比较，公众评论众口难调、难分高下。支持埃莱奥诺拉·杜塞的人包括萧伯纳，萧伯纳曾先后几天在伦敦同时看过埃莱奥诺拉·杜塞和莎拉·伯恩哈特演出同一作品。萧伯纳通过引用美国作家、翻译家弗朗西斯·温瓦尔（Frances Winwar）的话表示力挺埃莱奥诺拉·杜塞。当时同时了解埃莱奥诺拉·杜塞和莎拉·伯恩哈特的英国著名女演员爱兰·黛丽对此评价道：“非要在这二者间比个高下是一件十分无聊的事情！二者的水平都不错。”
1896年，埃莱奥诺拉·杜塞结束了愉快的美国之行；在华盛顿特区，时任美国总统格罗弗·克利夫兰和他的夫人观看了埃莱奥诺拉·杜塞每的一场演出。第一夫人对此给予了很高的评价，并震惊了华盛顿社会，埃莱奥诺拉·杜塞被白宫请来出席国宴，这也是美国历史上第一位享受这一待遇的女演员。

### 中年、晚年
埃莱奥诺拉·杜塞的肺部疾病贯穿她的成年阶段，并最后导致了她的去世。晚年的杜塞甚至需要依赖氧气瓶维持生命。
1909年，埃莱奥诺拉·杜塞从演艺一线退了下来，后又于1921年重返舞台并在欧洲和美国巡回演出。在1916年，出演了电影Cenere ，当时的底片保存至今。她对自己的作品非常失望，后来写信给法国歌手伊薇特·吉尔伯特（Yvette Guilbert），叫他不要去看这部电影，并说道“这是一部非常糟糕的作品，你在其中看不出我的真实水平”。埃莱奥诺拉·杜塞和大卫·卢埃林·沃克·格里菲斯之间曾通过信件交流过相关专业问题，不过对杜塞帮助有限。
1923年7月30日，埃莱奥诺拉·杜塞成为了第一个登上了美国《时代》周刊封面的女演员、第一个意大利人。

### 去世
1924年，埃莱奥诺拉·杜塞因肺炎在美国匹兹堡申利酒店（今为匹兹堡大学威廉彼特学生会）524号房内去世，享年65周岁。埃莱奥诺拉·杜塞去世后，申利酒店的大堂内加装了一块纪念她的铜牌。之后，埃莱奥诺拉·杜塞的遗体被送到纽约举行国葬，在纽约供人们瞻仰了4天之后，她的遗体被送回祖国意大利（在那里进行了另一次瞻仰）。埃莱奥诺拉·杜塞被安葬在临去世前4年的长期居住地意大利阿索罗的圣安娜公墓（cemetery of Sant' Anna）。

## 个人轶事
埃莱奥诺拉·杜塞退休后，与意大利女权主义者莉娜·波莱蒂（Lina Poletti）发生了同性恋关系，她曾是作家西比拉·阿勒拉莫（Sibilla Aleramo）情人，两人在意大利的佛罗伦萨同居了两年，才结束了这段同性恋关系。
有传言称埃莱奥诺拉·杜塞和舞蹈家艾莎道拉·邓肯（Isadora Duncan）也存在同性恋关系。埃莱奥诺拉·杜塞于1913年和她一起在意大利海滨度假胜地维亚雷焦共同旅游了几个星期，当时这位舞蹈家的两个孩子溺水而亡。
她还以指导公司中的许多年轻女演员而闻名，其中最著名的是Emma Gramatica；她和歌手伊维特·吉尔伯特（Yvette Guilbert）有着持久而亲密的友谊。她还与女装设计师吉恩·菲利浦·沃思（Jean Philippe Worth）有着长久的友谊，后者对她非常忠诚。

## 对她演技的评价
很少公开评价自己的演技。埃莱奥诺拉·杜塞曾公开反对将她的演技教条主义式的归入某一门学科。众所周知，她的行为哲学异于常人且近乎宗教狂热，寻求“排除自我”而成为她扮演的人物。很多人误解埃莱奥诺拉·杜塞的演技来自于她的天赋，这是不严谨的，埃莱奥诺拉·杜塞也曾努力奋斗过。
曾为她写过传记的作家弗朗西斯·温瓦尔（Frances Winwar）曾提到埃莱奥诺拉·杜塞很少化妆，并写道：“……做真实的的自己。换句话说，她表演得十分入迷，乃至于自己都感受到了所扮演角色的悲伤和欢乐，用她的身体作为表达的媒介，以至于常常损害她的健康。”根据《大英百科全书（第11版）》，她的表演艺术效果来自于强烈的自然性，而不是舞台的效果；来自于同情、理性的力量，而不是法国传统的戏剧感情。”
在她的职业生涯中，埃莱奥诺拉·杜塞年轻时曾因热心帮助后来的演员而广受好评。后来的现代舞先驱玛莎·葛兰姆和意象主义诗歌先驱艾米·洛威尔均深受埃莱奥诺拉·杜塞的影响。埃莱奥诺拉·杜塞与女演员伊娃·列·高丽安（Eva Le Gallienne）是好朋友。

## 照片、画像集

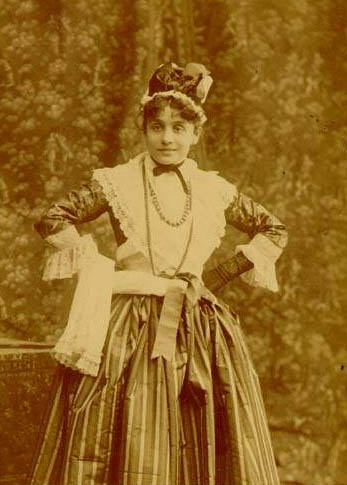
1891年出演卡洛·哥尔多尼编著的话剧《女店主》
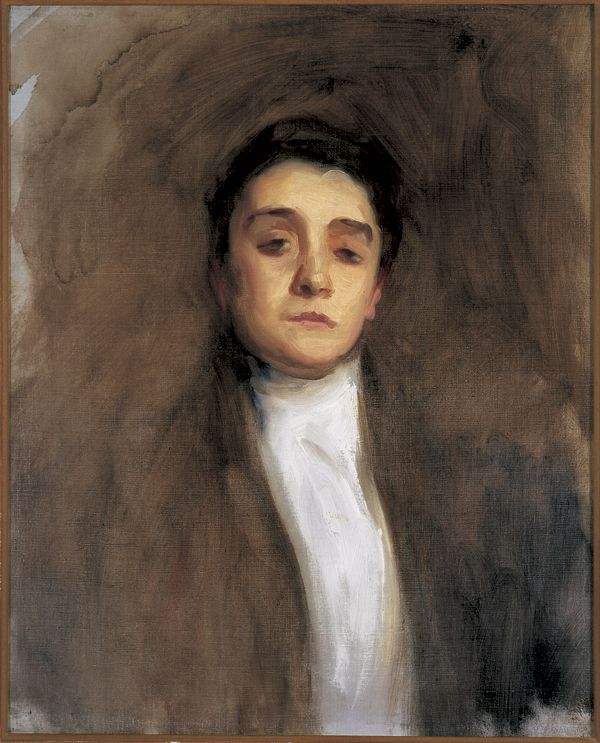
约翰·辛格·萨金特绘制的画像（1893年前后）
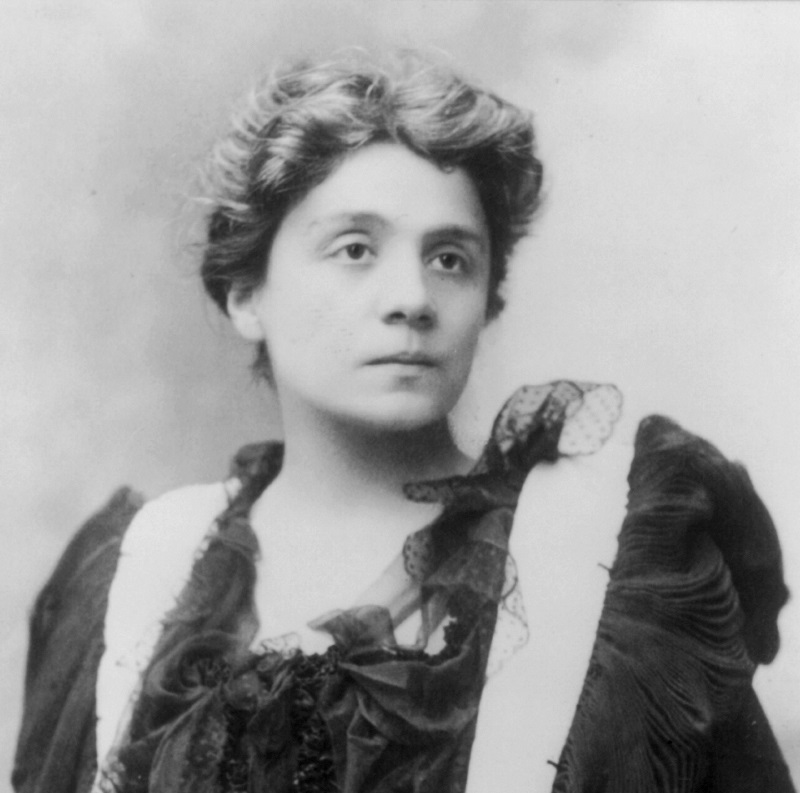
1896年，艾米·杜邦为埃莱奥诺拉·杜塞拍摄的照片
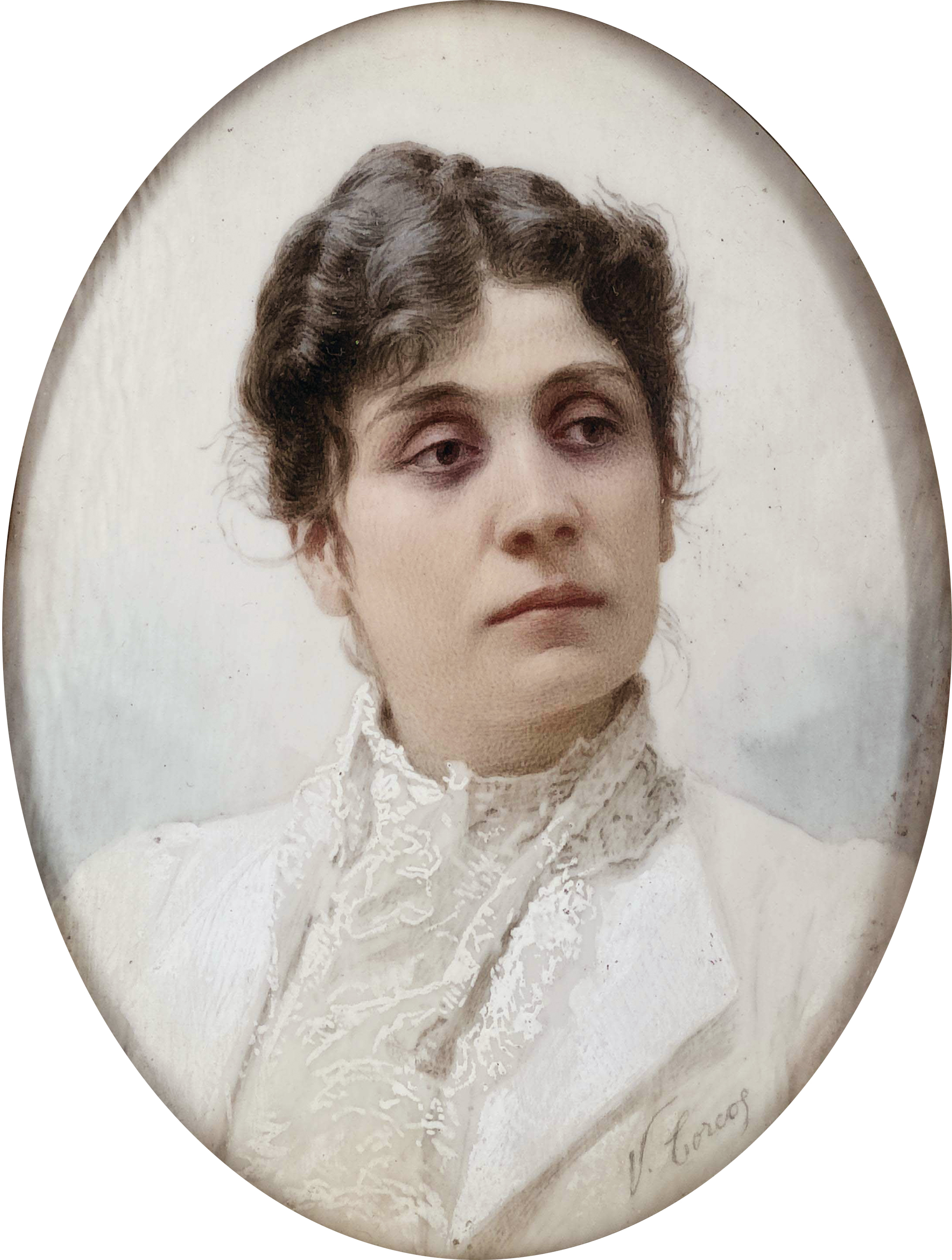
意大利画家维托利奥·马泰奥·科科斯（Vittorio Matteo Corcos）绘制的埃莱奥诺拉·杜塞画像
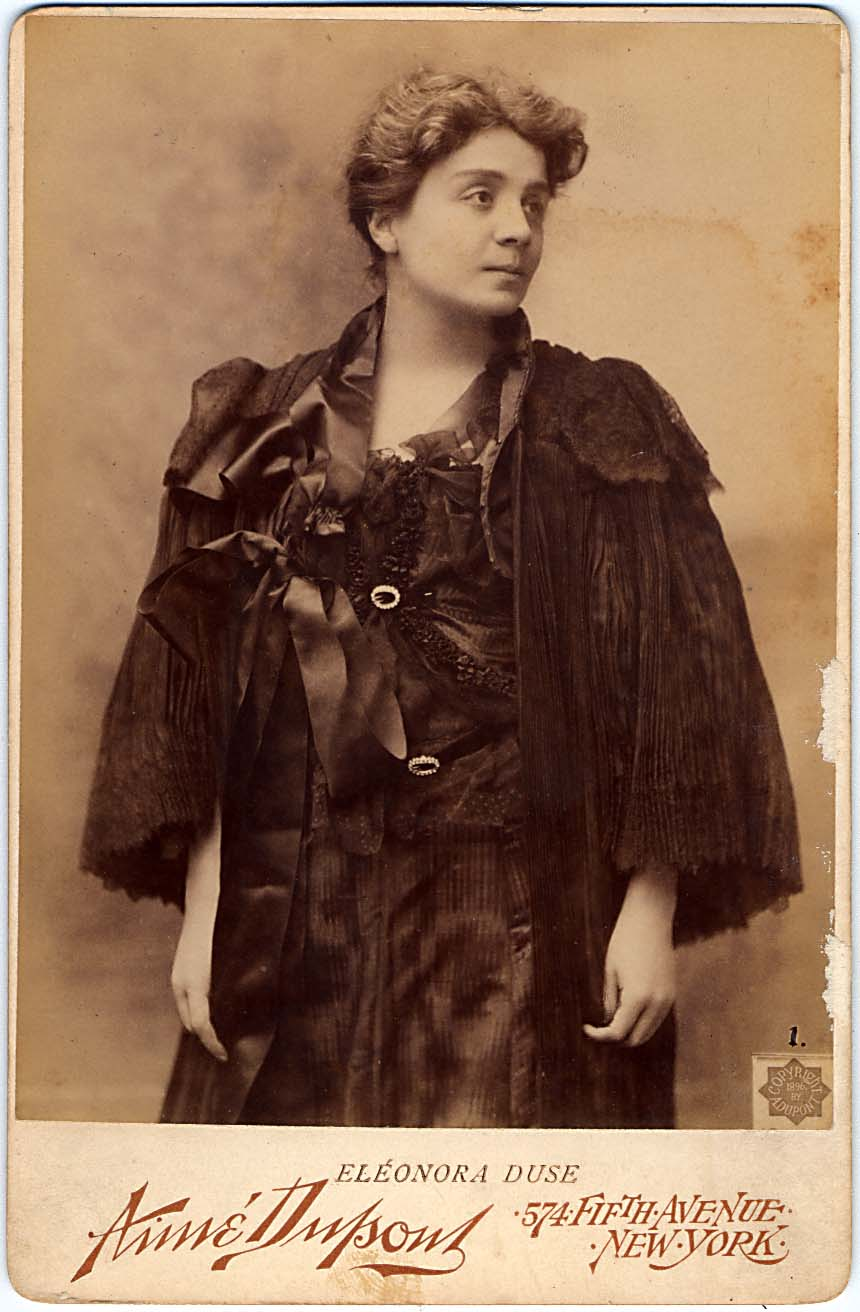
1896年，艾米·杜邦在纽约为埃莱奥诺拉·杜塞拍摄的照片
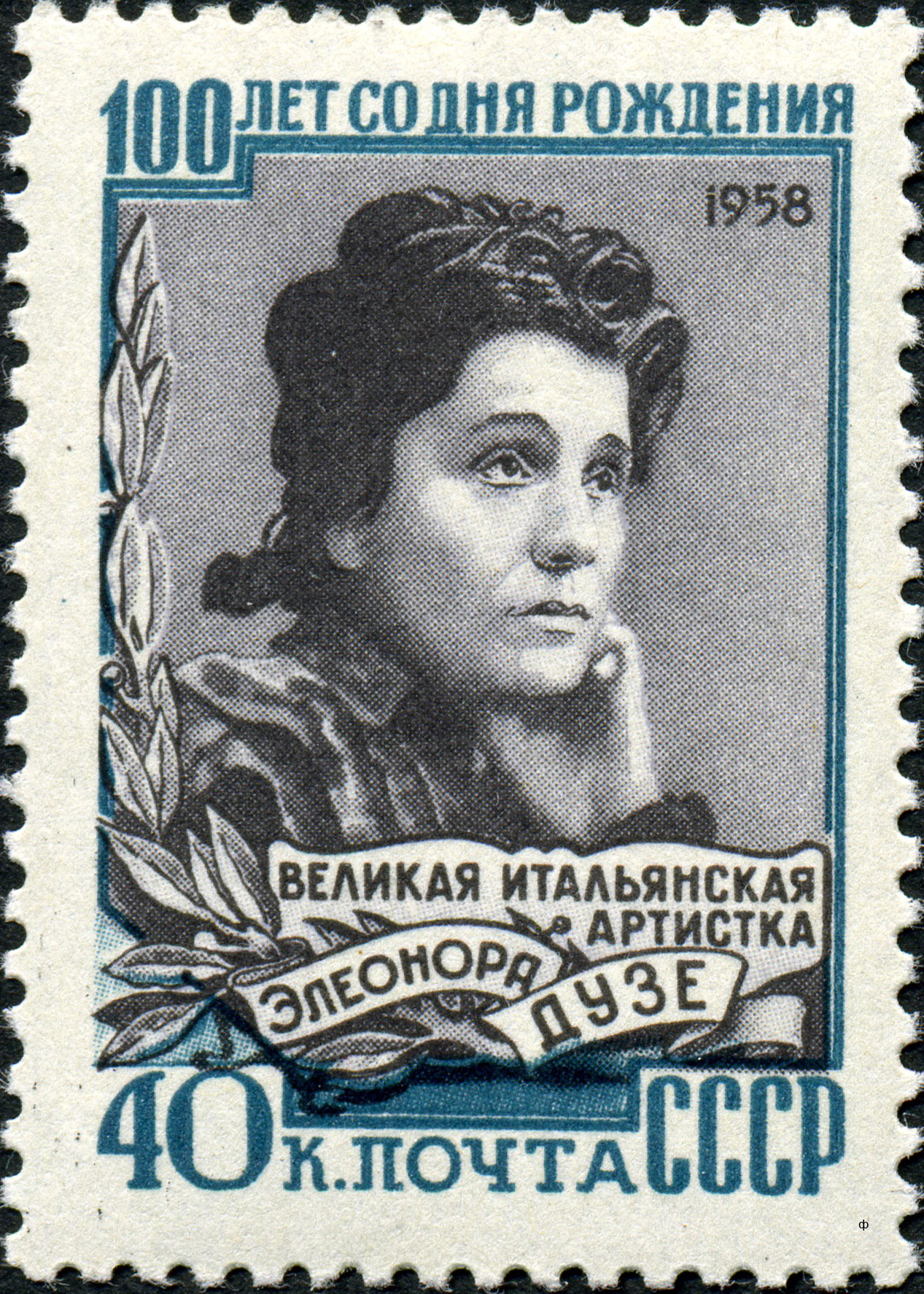
苏联1958年发行的邮票上的埃莱奥诺拉·杜塞
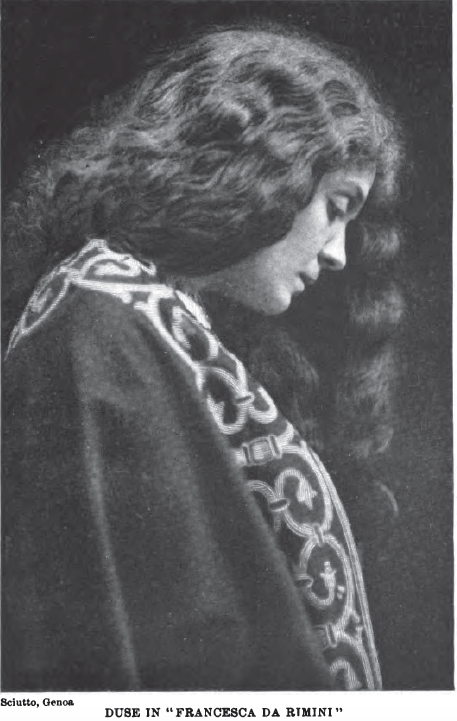
埃莱奥诺拉·杜塞出演《黎密尼的法兰契斯卡》
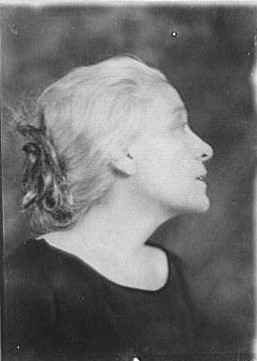
阿诺德·根特为埃莱奥诺拉·杜塞拍摄的照片（1923年）

## 外部連結
- 在Find a Grave上的埃莱奥诺拉·杜塞
- 埃莱奥诺拉·杜塞在互联网电影资料库（IMDb）上的資料（英文）
- 互聯網百老匯資料庫（IBDB）上埃莱奥诺拉·杜塞的資料（英文）
- 有关埃莱奥诺拉·杜塞在德国经济学中央图书馆（ZBW）20世纪新闻档案中的剪报。
- Heroines of the Modern Stage （页面存档备份，存于） p.171 by Forrest Izard c.1915